# Пекинская астрономическая обсерватория
Пекинская астрономическая обсерватория (англ. NAOC) — научно-исследовательская организация Китая в составе Китайской академии наук. Была основана в 1958 году как Пекинская астрономическая обсерватория.  С 2001 года является штаб-квартирой четырёх объединённых обсерваторий Китая, поэтому c 2001 года известна также под названием Национальной астрономической обсерватории Китая.

## Состав Национальной астрономической обсерватории
В состав Национальной астрономической обсерватории входят три обсерватории и один научно-исследовательский центр:
- Юннаньская обсерватория
- Нанкинский институт астрономической оптики и технологии
- Обсерваторию Урумчи
- Чанчуньская обсерватория

Обсерватория располагает тремя наблюдательными станциями:

### Синлун
В обсерватории Синлун, расположенной на высоте 960 метров над уровнем моря, есть 2,16-метровый рефлекторный телескоп и 1,26-метровый инфракрасный телескоп, а также крупнейший китайский телескоп LAMOST англ. (Large sky Area Multi-Object fibre Spectroscopic Telescope), 4 м.

### Миюнь
Радиоастрономическая станцию в  Миюне состоит из 28 тарелок, каждая диаметром 9 метров. используется для обзорной астрономии и называется радиотелескопом метровых волн с синтетической апертурой или «MSRT».

## Издательская деятельность
Лаборатория издаёт журнал англ. «Research in Astronomy and Astrophysics».